# Гнилосыров, Василий Степанович
Василий Степанович Гнилосыров (псевдонимы — А. Гавриш, О. Гавриш, Ал. Гаврыш, Ол. Гаврыш, В. Гаврыш, О. Л. Гаврыш и др.; 22 марта 1836, Гавришовка, Днепропетровский округ — 22 октября 1900, Канев, Киевская губерния) — украинский
общественный деятель, педагог, этнограф, писатель.
Родился на хуторе Гавривка (Гавришкове) Кобелякского уезда Полтавской губернии. Внебрачный сын отставного гусарского полка Антона Гавриша и шляхтянки Натальи Ганжи. По желанию родного отца его усыновил управитель имения на Екатеринославщине С. Гнилосыров. 1850 г. окончил Полтав. уездное уч-еще, 1857-Полтав. г-зию. Поступил на мед. ф-т Харьков. ун-ту. 1860 участвовал в создании мест. воскресных школ (за советом и за помощью по обеспечению их литературой обращался к Т. Шевченко). Торговал укр. книгами, исследуя спрос на них, в селах и городах Харьковщины и Полтавщины, присылал средства М. Костомарову для выпуска научно-популярных и др. тв. Был одним из инициаторов харьков. вечер в память Шевченко 1 апреля (19 марта) 1861. Дружил с А.Потебне. 1861 перешел на историко-филол. ф-т, того самого года оставил ун-т и, сдав экзамен на звание учителя рус. языка, стал на службу к Ахтырского уездного уч-ща, а в 1864 — Харьковской уездной школе В течение 1869—1870 годов занимался организацией потребительских товариществ, в 1870—1873 преподавал в Звенигородском двухклассной городском училище. С 1873 до отставки в 1895 году заведовал в должности надзирателя Каневским двухклассным училищем. Оберегал могилу Тараса Шевченко, собирал мемориальные материалы.
В 1884 основал первый народный музей в Каневе — «Тарасову светлицу», с 1897 года он ввёл книгу записей туристов-посетителей. Выступал в журналах «Основа», «Заря», «Киевская старина». Автор воспоминаний и изыскания «К истории могилы Т. Г. Шевченко», а также стихов, в том числе о Тарасе Шевченко. В Киеве напечатал поэму «Акохана» (1893), сказку «Царівна-русалка» (1895), сборник «Оповідання» (1897). Вел дневник (хранится в ин-те рукописи НБУВ), а также широкую переписку: среди его корреспондентов-В. Науменко, П. Житецкий, В. Лысенко и многие другие.
Умер в городе Канев.

## Сочинения
- П’ять днів з життя Х-го студента. «Основа», 1862, № 9
- Десятилетие каневской публичной библиотеки (1878—1887 г.). «Киевская старина», 1889, № 8
- До історії могили Т. Г. Шевченка. «Дніпро», 1964, № 2.